# Uroblaniulus sandersoni
Uroblaniulus sandersoni är en mångfotingart som först beskrevs av Ottis Robert Causey 1950.  Uroblaniulus sandersoni ingår i släktet Uroblaniulus och familjen Parajulidae. Inga underarter finns listade i Catalogue of Life.